# Jan (Bulin)
Jan, imię świeckie Nikołaj Aleksandrowicz Bulin (ur. 4 lutego?/16 lutego 1893 w Võõpsu, zm. 30 lipca 1941 w Leningradzie) – biskup Rosyjskiego Kościoła Prawosławnego oraz Estońskiego Kościoła Prawosławnego.

## Życiorys
Według niektórych źródeł był z pochodzenia seto, według innych – jego rodzina pochodziła znad Donu, a jego przodków przesiedliła na terytorium dzisiejszej Estonii caryca Katarzyna II. Był synem pobożnego robotnika. Jego ciotka, mniszka Juwenalia, żyła w monasterze św. Jana Chrzciciela w Pskowie. Jako sześciolatek został ministrantem. Po ukończeniu niższej szkoły duchownej wstąpił do seminarium duchownego w Rydze. Ukończył je w 1914. W tym samym roku podjął naukę w Piotrogrodzkiej Akademii Duchownej. W 1916 został wcielony do armii rosyjskiej, ukończył szkołę chorążych i uzyskał stopień oficerski, jednak już w roku następnym został zwolniony z wojska z prawem podjęcia pracy nauczyciela w dowolnej szkole średniej lub wyższej. Powrócił wówczas do Petersburga i w 1917 złożył wieczyste śluby mnisze przed biskupem jamburskim Anastazym. Następnie został wyświęcony na hierodiakona, po czym wrócił na rodzinną ziemię pskowską. W 1918 został na krótko aresztowany. W 1919 przyjął święcenia kapłańskie z rąk biskupa pskowskiego i porchowskiego Euzebiusza. Według innego źródła na hieromnicha wyświęcił go jeszcze w Piotrogrodzie, 12 sierpnia 1918, metropolita piotrogrodzki i gdowski Beniamin.
Pozostał na stałe w niepodległej Estonii i po roku pracy duszpasterskiej jako proboszcz został, dzięki rekomendacji biskupa Euzebiusza, który także emigrował do Estonii, przełożonym monasteru Pskowsko-Pieczerskiego. W 1921 otrzymał godność archimandryty. 25 kwietnia 1926, pozostając przełożonym monasteru, został wyświęcony na biskupa pieczorskiego. Chirotonię przyjął w soborze św. Aleksandra Newskiego w Tallinnie z rąk metropolity estońskiego Aleksandra, arcybiskupa narewskiego Euzebiusza oraz biskupa Sergiusza.
Przeprowadził w monasterze prace remontowe i budowlane, zbudował gimnazjum rosyjskie oraz obiekty służące działalności charytatywnej mnichów. Odbudował klasztor po zniszczeniach wojennych.
Był deputowanym do estońskiego Zgromadzenia Państwowego wybranym głosami mniejszości rosyjskiej w Estonii.
Biskup Jan sprzeciwiał się prowadzonej przez władze estońskie estonizacji Kościoła prawosławnego, bronił użycia języka cerkiewnosłowiańskiego w liturgii. Gdy metropolita estoński Aleksander razem z całym Synodem jednostronnie wystąpił z jurysdykcji Rosyjskiego Kościoła Prawosławnego i przyjął zwierzchność Patriarchatu Konstantynopola, biskup Jan odmówił podporządkowania się tej decyzji. W rezultacie został pozbawiony katedry biskupiej, a 16 czerwca 1932 – także godności przełożonego monasteru Pskowsko-Pieczerskiego. Przeniesiono go na katedrę narewską, w ramach której opiekowałby się parafiami etnicznie rosyjskimi w Estonii, jednak hierarcha nie przyjął urzędu (wiązałby się on z uznaniem jurysdykcji Konstantynopola). W rezultacie w listopadzie 1932 został administracyjnie wysiedlony z monasteru Pskowsko-Pieczerskiego, zaś w końcu roku wykluczono go z kleru Cerkwi Estońskiej. Mimo protestów miejscowych wiernych został faktycznie przeniesiony w stan spoczynku z wyznaczoną emeryturą.
W 1933 wyjechał do Belgradu i spędził kolejne siedem lat w Jugosławii i w Bułgarii. Na powrót do Estonii zdecydował się po jej wcieleniu do ZSRR. Już 18 października 1940 został aresztowany przez NKWD w Pieczorach, wywieziony na teren obwodu leningradzkiego i skazany na śmierć. Prawdopodobnie został stracony w lipcu 1941 (podawana jest data 31 lipca 1941 i Leningrad jako miejsce egzekucji), według innej wersji w tym samym roku wywieziono go na Syberię.
W 1992 został całkowicie zrehabilitowany.